# Kennesaw
Kennesaw – miasto w hrabstwie Cobb, w stanie Georgia w Stanach Zjednoczonych Ameryki, należące do aglomeracji Atlanty. Liczba ludności, według narodowego spisu ludności z roku 2020 wynosi 33 tys. mieszkańców. Pierwotną nazwą miasta było Big Shanty, obecnie taką nazwę nosi część przedmieść Atlanty, w stanie Georgia.

## „Gun Town”
Kennesaw posiada przydomek „Gun Town, USA” (miasto broni) dzięki uchwale rady miasta z 1982 roku ([Sec 34-1a]), która nakazuje każdej głowie rodziny posiadanie w domu naładowanej broni palnej. Przepis ten został częściowo uchwalony jako odpowiedź na wprowadzony w 1981 roku całkowity zakaz posiadania broni w mieście Morton Grove, w stanie Illinois. W 1983 roku w Kennesaw uchwalono poprawkę do sławnego przepisu wyłączającą spod niego osoby, które stanowczo sprzeciwiają się posiadaniu broni, przestępców, tych których nie stać na broń oraz osoby, które ze względu na stan zdrowia (fizycznego czy psychicznego) nie mogą posiadać broni. Przepisy nie wspominają nic o ewentualnej karze za ich nieprzestrzeganie. Dotychczas nikt nie został oskarżony o ich łamanie.
Znany amerykański kryminolog zajmujący się problematyką dostępu do broni Gary Kleck stwierdził, iż od momentu wprowadzenia sławnego przepisu do roku 1991, liczba włamań rabunkowych do domów spadła o 89% Inni kryminolodzy nie zgadzają się z tymi statystykami, powołując się na dane z FBI’s Uniform Crime Reporting. Stwierdzają one nawet niewielki wzrost wspomnianych przestępstw (McDowall, Wiersema and Loftin, 1989; McDowall, Lizotte and Wiersema, 1991).

## Polonia
Według danych z 2020 roku, 3,0% deklaruje polskie pochodzenie, co jest trzykrotnie więcej niż średnia stanu Georgia.

## Literatura
- Kennesaw Historical Society. mindspring.com. [zarchiwizowane z tego adresu (2007-04-15)].
- Text of the Morton Grove handgun ban. webrary.org. [zarchiwizowane z tego adresu (2007-03-08)]., from the Morton Grove Public Library’s website (Section 6-2 of the Village Code of Morton Grove Illinois 1984)
- Gary Kleck. Point Blank: Guns and Violence in America. (Aldine de Gruyter, 1991). ISBN 0-202-30419-1.
- David McDowall, Brian Wiersema and Colin Loftin. (1989). Did Mandatory firearm ownership in Kennesaw really prevent burglaries?, „Sociology and Social Research” 74:48-51.
- David McDowall, Alan J. Lizotte and Brian Wiersema. (1991). General Deterrence Through Civilian Gun Ownership: An Evaluation of the Quasi-Experimental Evidence, „Criminology” 29:4 (November): 541-559.